# Warten auf die Barbaren
Der Roman Warten auf die Barbaren von J. M. Coetzee erschien im englischen Original 1980 unter dem Titel Waiting for the Barbarians.

## Handlung
Der Roman spielt großteils in einer Grenzstadt eines zeitlich und örtlich nicht näher bestimmten „Reiches“. Der oberste Vertreter dieses Reiches in der Stadt ist „der Magistrat“, ein Verwaltungsbeamter, der auch für die Rechtsprechung zuständig ist. Der Magistrat beschreibt als Ich-Erzähler seine Erlebnisse, seine Reflexionen und die Geschehnisse in der Stadt nach Eintreffen des Oberst Joll. Der Oberst ist Beamter der Abteilung III, einer politischen Polizei, die mit äußerster Brutalität gegen alle vermeintlichen inneren und äußeren „Feinde des Reiches“ vorgeht. Es gibt Gerüchte, dass „die Barbaren“, Nomadenstämme, die an den Grenzen des Reiches leben, einen Angriff planen. Daher wurde Oberst Joll aus der Hauptstadt in die Grenzregion entsandt, um eine Strafexpedition vorzubereiten. Oberst Joll versucht unter Anwendung von Folter von einigen gefangengenommenen Barbaren Beweise für deren kriegerische Pläne zu erhalten. Der Magistrat, der ein altmodisches Verständnis von einem Rechtsstaat hat, gerät in einen inneren Konflikt zwischen seiner Rolle als loyaler Beamter und seiner Ablehnung der gewaltsamen Methoden der politischen Herrschaftssicherung. Nachdem Oberst Joll vorerst abgereist ist, nimmt er „das Mädchen“, eine junge Barbarenfrau, bei sich auf. Die Barbarenfrau war von den Folterern geblendet, ihre Füße gebrochen worden. Es entwickelt sich eine ambivalente Beziehung zwischen dem Magistrat und dem Mädchen. Er pflegt sie und fühlt sich zu ihr hingezogen, aber beide leiden an seiner Unfähigkeit, sich über sein fetischhaftes Interesse hinaus ihrer Persönlichkeit zu öffnen. Schließlich entscheidet er sich, das Mädchen zu ihrem Volk zurückzubringen.
Als er von dieser Reise zurückkommt, ist Oberst Joll wieder in der Stadt, er hat eine Armee mitgebracht. Die Strafexpedition soll beginnen. Der Magistrat wird als Verräter gefangen genommen, misshandelt und gefoltert. In seiner Zelle erlebt er, wie schwer es ist, moralische Prinzipien zu vertreten, wenn alle Gedanken nur um Schmerzvermeidung und die ersehnte nächste Mahlzeit kreisen. Während einer öffentlichen Folter und Erniedrigung gefangener Barbaren kommt es noch einmal zu einer Konfrontation mit Oberst Joll. Doch die Bewohner der Stadt, eingeschüchtert und voller Hass auf die angeblich an ihrem Unglück schuldigen Barbaren, haben sich längst auf die scheinbar sichere Seite des Oberst Joll geschlagen. Nachdem der Magistrat öffentlich erniedrigt und gedemütigt worden ist, wird er freigelassen.
Die Strafexpedition stellt sich als Fehlschlag heraus. Die Barbaren locken die Armee in die Wüste, ohne sich einem direkten Kampf zu stellen. Dort gehen viele Soldaten zugrunde. Nach Monaten kehrt Oberst Joll mit nur wenigen Begleitern aus der Wüste zurück. In der Stadt bricht Panik aus. Oberst Joll und viele Bewohner der Stadt fliehen ins Zentrum des Reiches. Der Magistrat übernimmt wieder die Verwaltung der Stadt. Es folgt das Warten auf die Barbaren.

## Interpretation
Hinter Coetzees straff und lakonisch erzählter Geschichte kann man eine Allegorie auf das Südafrika vor und nach der Apartheid vermuten: Coetzee stelle „das politische Engagement des Magistrats als etwas dar, das gleichzeitig völlig ideologisch und bar jeder Ideologie sein kann.“
Der Magistrat, der in seinen Mußestunden Holzschnitze aus der Wüste sammelt, die unbekannte Schriftzeichen tragen, geht davon aus, dass diese Fragmente eine Allegorie darstellen, die sich nicht aus den einzelnen Schriftzeichen selbst ergibt, sondern aus der Reihenfolge und der Art, in der sie gelesen werden. So gesehen wäre der Roman vor allem eine generelle Betrachtung über das Schreiben, aber auch des möglichen Scheiterns dieses Kommunikationsmittels.

## Verfilmung
Der Roman wurde 2020 von Ciro Guerra mit Johnny Depp als Colonel Joll und Mark Rylance als Verwalter unter dem Titel Waiting for the Barbarians verfilmt.

## Deutsche Übersetzungen
- Brigitte Weidmann (Henssel, Berlin 1984, ISBN 3-87329-109-6)
- Reinhild Böhnke (S. Fischer, Frankfurt 2001, ISBN 3-10-010814-0)